# Hillia parasitica
Hillia parasitica är en måreväxtart som beskrevs av Nikolaus Joseph von Jacquin. Hillia parasitica ingår i släktet Hillia och familjen måreväxter. Inga underarter finns listade i Catalogue of Life.